# ایزابلا ویدوویچ
ایزابلا ویدوویچ (انگلیسی: Izabela Vidovic؛ ‏تلفظ‌شده به صورت [izaběla ʋîdoʋitɕ]؛ ‏ زادهٔ ۲۷ مهٔ ۲۰۰۱) بازیگر و خواننده اهل ایالات متحده آمریکا است. وی از سال ۲۰۱۱ میلادی تاکنون مشغول فعالیت بوده‌است.
از فیلم‌ها یا برنامه‌های تلویزیونی که وی در آن نقش داشته‌است، می‌توان به اعجوبه، جبهه خودی، پرورشگاهی‌ها، آی‌زامبی و سوپرگرل اشاره کرد.